# Istocompatibilità
L'istocompatibilità è la proprietà delle cellule di un tessuto di essere riconosciute come proprie da parte dell'organismo e non essere quindi identificate ed eliminate dal sistema immunitario. Tale condizione si realizza tramite l'espressione di  proteine di membrana appartenenti al complesso maggiore di istocompatibilità.
Riveste un'importanza cruciale nell'immunologia dei trapianti.